# Çeralan
Çeralan ist ein Ortsteil (Mahalle) im Landkreis Saimbeyli der türkischen Provinz Adana mit 945 Einwohnern (Stand: Ende 2024). Im Jahr 2011 hatte der Ort 1.164 Einwohner.